# Groupe de la Carafe
Le groupe de la Carafe est un trio de galaxies situé dans la constellation du Burin. La distance moyenne entre ce groupe et la Voie lactée est d'environ 71,7 Mpc (∼234 millions d'al). 

## Membres
Le tableau ci-dessous liste les trois galaxies du groupe.
| Nom       | Class.          | Type           | α (J2000.0)   | δ (J2000.0)    | Vitesse radiale (km/s) | m            | Distance (Mpc) | Diamètre(kal) |
| --------- | --------------- | -------------- | ------------- | -------------- | ---------------------- | ------------ | -------------- | ------------- |
| NGC 1595  | E3              | Elliptique     | 04h 28m 21.7s | -47° 28′ 21.7″ | 4812 ± 12              | 12,7         | 70,8 ± 4,0     | 106           |
| NGC 1598  | (R')SB(s)c pec? | Spirale barrée | 04h 28m 33.7s | -47° 46′ 57″   | 5312 ± 5               | 13,3         | 71,7 ± 5,0     | 95            |
| PGC 15172 | (PR?)SB(rl)     | Spirale barrée | 04h 28m 00.0s | -47° 54′ 46″   | 4947 ± 15              | 12,00 ± 0,09 | 72,8 ± 5,1     | 212           |

Le site DeepskyLog permet de trouver aisément les constellations des galaxies mentionnées dans ce tableau ou si elles ne s'y trouvent pas, l'outil du site constellation permet de le faire à l'aide des coordonnées de la galaxie. Sauf indication contraire, les données proviennent du site NASA/IPAC.